# Veys
Veys (persiska: ویس) är en ort i Iran.   Den ligger i provinsen Khuzestan, i den centrala delen av landet, 500 km söder om huvudstaden Teheran. Veys ligger 27 meter över havet och antalet invånare är 14 024.
Terrängen runt Veys är mycket platt. Runt Veys är det ganska tätbefolkat, med 144 invånare per kvadratkilometer. Närmaste större samhälle är Sheybān, 11,2 km sydväst om Veys. Omgivningarna runt Veys är i huvudsak ett öppet busklandskap.